# Алешандре де Серпа Пинто
Алешандре Алберто да Роша де Серпа Пинто (на португалски: Alexandre Alberto da Rocha de Serpa Pinto), известен като Серпа Пинто, е португалски армейски офицер, колониален администратор, изследовател на Африка.

## Ранни години (1846 – 1869)
Роден е на 20 април 1846 година в Кастело де Полрас, Португалия. На 10-годишна възраст постъпва във военен колеж. През 1864 завършва с чин лейтенант, присъединява се към португалската армия и е изпратен в Мозамбик. През 1869 г. участва в потушаването на въстанието на местните племена по долното течение на река Замбези. През същата година ръководи първата си експедиция по течението на Замбези.

## Експедиционна дейност (1877 – 1886)
Краят на 1870-те години се ознаменува с активизация на изследователската дейност на португалците, обезпокоени от проникването на германски агенти от „Африканското дружество в Германия“ в областта Лунда, която се разглежда от Португалия като нейна сфера на влияние. През 1877 – 1879 е проведена експедиция, целта на която е да разузнае пътя от Ангола до Мозамбик и която пресича Африка от Бенгела (в Ангола) до Дърбан (в РЮА). За неин ръководител е назначен Серпа Пинто.

### Първа експедиция (1877 – 1879)
През ноември 1877 експедицията тръгва от Бенгела на изток, изкачва се на платото Бие (1400 – 1800 м), изследва района на изворите на реките Кунене и Кубанго, пресича река Кванза в горното ѝ течение и излиза на вододела на реките Кванза, Квито (ляв приток на Кубанго) и Лунгвебунгу (десен приток на Замбези). Картира района на изворите на реките Квито, Лунгвебунгу и Квандо (десен приток на Замбези). През август 1878 достига до Замбези при Леалви (15°14′ ю. ш. 23°01′ и. д. / 15.233333° ю. ш. 23.016667° и. д.). Оттам отрядът се опитва да продължи на изток, в басейна на река Кафуе, но не успява поради водещите се по това време междуплеменни войни. Серпа Пинто се спуска по Замбези до устието на десния ѝ приток река Чобе (Линянти, Квандо), но отново не успява да продължи на изток по реката. Продължава на юг, заобикаля от изток солончака Макарикари, пресича земята на бечуаните и през февруари 1879 достига до Претория, а след това до Дърбан.
През 1881 Лондонското географско дружество го награждава с медал за пресичането му на Африка и същата година излиза книгата му „How I crossed Africa, from the Atlantic to the Indian Ocean“ (Vol. 1 – 2, London, 1881) на английски език. Основен научен резултат от трансконтиненталното му пътешествие е извършената щателна маршрутна топографска снимка, съпроводена с астрономически определения на координатите на редица пунктове и барометричното определяне на височините им.

### Втора експедиция (1885 – 1886)
През 1885 Серпа Пинто предприема втора експедиция. Пресича Северен Мозамбик от Ибо (12°20′ ю. ш. 40°35′ и. д. / 12.333333° ю. ш. 40.583333° и. д., между устията на реките Рувума и Лурио) до южния край на езерото Няса и оттам на юг до устието на Замбези, като по целия път са проведени триангулачни измервания, обезпечаващи високата точност на извършената топографска снимка.

## Следващи години (1889 – 1900)
През 1889 е назначен за управител на Мозамбик, на който пост остава до 1891 г., след което се завръща в Португалия и е повишен в чин полковник.
На 24 януари 1899 е почетен от крал Карлос I (1863 – 1908) с благородната титла на виконт.
Умира на 28 декември 1900 година в Лисабон на 54-годишна възраст.